# スリット鉢

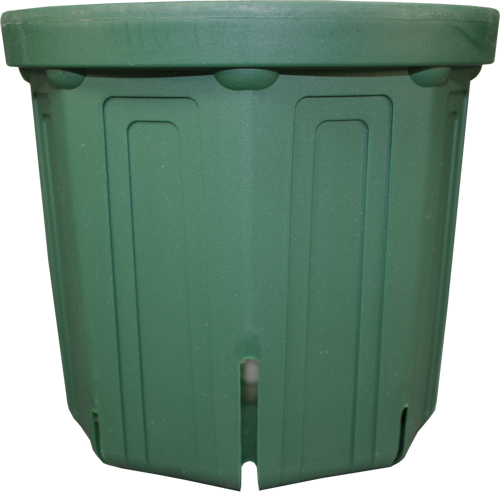
スリット鉢

スリット鉢は「CSM」「EG」などという品名で兼弥産業株式会社が製造、販売する底面穴がスリット状になっていることを特徴とする植木鉢のこと。一見、ただのプラスチック鉢のように見えるが、底に入ったスリットのため、根が鉢の中でぐるぐる回る現象（サークリング現象）を生じず、短い根がたくさん出て用土を有効利用することができる。
根が用土中を放射状に伸びるため、根詰まりしにくく、植え替え頻度や鉢容積を小さくすることが出来る。